# 藤島茂 (彫刻家)
藤島 茂（ふじしま しげる、1914年8月7日 - 1990年12月20日）は日本の彫刻家。二紀会に所属し、1977年から二紀会委員を務めた。
木彫の仏像やしゃも等の作品が多いが、石彫、塑像などの仏像も制作した。
代表作に神奈川県横須賀市にある鷹取山に高さ約8ｍの磨崖仏（弥勒菩薩像）があり鷹取山磨崖仏として親しまれている。

## 略歴と主な作品
- 1914年8月7日 - 北海道札幌市に生まれる。
- 1940年 - 彫刻家松村外次郎に師事する。
- 1942年 - 第29回二科展に「K氏の顔」で初入選。
- 1952年 - 二紀展に転じ、第6回二紀展に「女」で褒賞受賞。
- 1958年 - 第12回二紀展に「作品」を出品し褒賞受賞。
- 1960年 - 神奈川県横須賀市の鷹取山（現湘南鷹取）に磨崖仏弥勒菩薩像を制作。
- 1961年 - 第15回二紀展に「今日の人間像」で同人賞受賞。
- 1971年 - 第25回二紀展に「闘」で同人賞受賞。会員に推挙される。
- 1977年 - 二紀会委員
- 1978年 - 第32回二紀展に「シャモ」で宮本賞受賞。
- 1979年 - 第33回二紀展に「片目になったシャモ」「ねこ」を出品し文部大臣賞受賞。
- 1981年 - 弘法大師ブロンズ像制作（東京都杉並区 世尊院境内）
- 1988年 - 弘法大師ブロンズ像制作（東京都豊島区 金剛院境内）
- 1990年 - 弘法大師ブロンズ像制作（東京都板橋区 安養院境内）
- 1990年 - 12月20日 逝去